# Dudás Ádám (labdarúgó)
Dudás Ádám (Esztergom, 1989. február 12.–) labdarúgó, középpályás. Dudás tagja volt az egyiptomi 2009-es U20-as labdarúgó-világbajnokság U20-as magyar labdarúgó-válogatott keretének, amely bronzérmet szerzett. Dudás, Németh Krisztiánnal egyetemben, szerepelt az U18-as Európa-válogatottban barátságos meccsen Afrika legjobb fiatal futballistái ellen 2007-ben. Mindkét magyar játékos gólt is szerzett. Az ezt követő időszakban fél évet eltöltött az orosz Szpartak Moszkvánál, majd járt próbajátékon az angol Arsenalnál, Tottenhamnél és a skót Glasgow Rangersnél is.

## Pályafutása

### Győr
A játékos 2006. augusztus 20-án mutatkozott be az NB I-ben a Győri ETO FC felnőtt csapatában a REAC ellen. Ebben a szezonban tizenöt mérkőzésen lépett pályára, leginkább csereként. A következő szezonban, február 23-án megszerezte élete első NB I-es gólját a Nyíregyháza ellen. A 2009-es szezon kezdetén sérüléséből felépülve ismét számíthatott rá Pintár Attila edző, formáját a sok kihagyás után lassan nyerte vissza, a szezon tavaszi részét a klub tartalékcsapatában játszotta végig. 2010 nyarán kölcsönbe került a Pakshoz, de az első bajnokin elszakadt a combhajlító izma. Több hónapos kihagyás után csak a klub tartalékegyüttesében lépett pályára, majd a szezon tavaszi részére visszatért Győrbe. Itt újra bizonyíthatott Csertői Aurélnak, és élt is a lehetőséggel, csereként majd kezdőként több fontos góllal segítette csapatát. A 2011-2012-es szezon előtt végre elkerülték a sérülések, és ez meg is látszott a teljesítményén. Bejátszotta magát az ETO kezdő tizenegyébe, fontos gólokat szerzett, többször tarthatatlan volt. A Nemzeti Sport szokásos félévi rangsorában, az osztályzatok alapján ő lett az ősz legjobb játékosa, megelőzve a diósgyőri José Luquet és a debreceni Varga Józsefet. A szezon tavaszi folytatása neki és a csapatának is rosszabbul sikerült, végül csak a 3. helyen végeztek, Ádámot pedig több sérülés hátráltatta. A 2012-2013-as bajnokságot a Győri ETO FC nyerte, 30 év után szerezve újra bajnoki címet. Ádám hol több, hol kevesebb szerephez jutott. A magyar kupában csapata legeredményesebb játékosa volt 7 góllal, igaz a döntőt 2-1-re elbukták a címvédő DVSC ellen. A következő szezonban mindössze négy első osztályú bajnokin jutott szóhoz, majd a szezon végén, miután a Győri ETO FC csődbe ment, és a harmadosztályba sorolták vissza, Ádám a Szombathelyi Haladáshoz igazolt. Újabb térdsérülés, és műtét miatt az egész 2015-16-os szezont ki kellett hagynia.
A 2016-os év elején egyedülálló atroszkópos eljárással műtötték meg a térdét Debrecenben, majd rehabilitációját Győrben kezdte meg. Miután a Haladással felbontotta szerződését, ismét az ETO edzéseit kezdte látogatni, majd novemberben aláírt az NB III-ban szereplő győri csapathoz. A bajnokság kezdetén újabb sérülést szenvedett, ezúttal is a térdében és csak két bajnokin tudott pályára lépni. Május végén bejelentette visszavonulását és hogy a jövőben az ETO szakmai stábjában vállal munkát. Utolsó bajnokiján, a Sárvári FC ellen góllal búcsúzott.

### A válogatottban
Dudás kénytelen volta kihagyni súlyos sérülés miatt a 2008-as U19-es labdarúgó-Európa-bajnokságot. Augusztusban megműtötték Dudást, ám alig gyógyult fel újból megsérült és csak az egyiptomi 2009-es U20-as labdarúgó-világbajnokságra került újra bevethető állapotba. Itt bronzérmet szerzett. 2012 tavaszán meghívást kapott a Magyar ligaválogatottba, és az U21-es válogatott elleni találkozón ő szerezte a győztes gólt.

## Statisztika
| Klub           | Szezon | Bajnokság     | Bajnokság | Országos kupa | Országos kupa | Ligakupa      | Ligakupa | Nemzetközi kupa | Nemzetközi kupa | Összesen      | Összesen |
| Klub           | Szezon | Pályára lépés | Gól       | Pályára lépés | Gól           | Pályára lépés | Gól      | Pályára lépés   | Gól             | Pályára lépés | Gól      |
| -------------- | ------ | ------------- | --------- | ------------- | ------------- | ------------- | -------- | --------------- | --------------- | ------------- | -------- |
| Győr           |        |               |           |               |               |               |          |                 |                 |               |          |
| 2006–07        | 15     | 0             | 1         | 0             | 0             | 0             | 0        | 0               | 16              | 0             |          |
| 2007–08        | 9      | 2             | 0         | 0             | 5             | 3             | 1        | 0               | 15              | 5             |          |
| 2009–10        | 8      | 0             | 2         | 0             | 4             | 0             | 0        | 0               | 14              | 0             |          |
| 2010–11        | 9      | 3             | 0         | 0             | 1             | 0             | 0        | 0               | 10              | 3             |          |
| 2011–12        | 25     | 7             | 3         | 4             | 2             | 1             | 0        | 0               | 30              | 12            |          |
| 2012–13        | 16     | 1             | 6         | 7             | 7             | 3             | 0        | 0               | 29              | 11            |          |
| 2013–14        | 9      | 0             | 0         | 0             | 2             | 1             | 0        | 0               | 11              | 1             |          |
| 2014–15        | 4      | 0             | 1         | 0             | 3             | 2             | 1        | 0               | 9               | 2             |          |
| Total          | 95     | 13            | 13        | 11            | 24            | 10            | 2        | 0               | 134             | 34            |          |
| Paks           |        |               |           |               |               |               |          |                 |                 |               |          |
| 2010–11        | 1      | 0             | 1         | 1             | 1             | 0             | 0        | 0               | 3               | 1             |          |
| Total          | 1      | 0             | 1         | 1             | 1             | 0             | 0        | 0               | 3               | 1             |          |
| Karrier összes |        | 96            | 13        | 14            | 12            | 25            | 10       | 2               | 0               | 137           | 35       |

## Sikerei, díjai

### Klubcsapatokkal
- Győri ETO:
- Magyar bajnok: 2013
- Magyar labdarúgó-szuperkupa győztes: 2013
- Magyar bajnoki ezüstérmes: 2011
- Magyar bajnoki bronzérmes: 2008, 2010, 2012
- Magyar Kupa-döntős: 2009, 2013
- Magyar Liga-kupa győztes: 2011
- NB III-as bajnok: 2017

### Válogatottal
- 2006-os U17-es labdarúgó-Európa-bajnokság - (Luxemburg): ötödik hely
- 2009-es U20-as labdarúgó-világbajnokság - (Egyiptom): bronzérem
- U18-as Európa-válogatott(2007))

## További információ
- Profil a Hivatásos Labdarúgók Szövetségének honlapján. (magyarul)
- fifa.com profil Archiválva 2009. október 7-i dátummal a Wayback Machine-ben (angolul)